# Eneko Etxeberria
Eneko Etxeberria Bereziartua (Azpeitia, 1978) es un abogado y profesor universitario.

## Biografía
Eneko Etxeberria nació en 1978 en Azpeitia. Estudió Derecho económico en la Universidad de Deusto y ejerce como abogado economista. Se doctoró en Derecho en la Universidad del País Vasco con la tesis "Medidas cautelares sobre la persona jurídica en el ámbito penal".
Es experto en derecho procesal civil e imparte clases en grado de Derecho, Criminología y los Másteres de Acceso a la abogacía y de Protección de Datos. Etxeberria es además profesor de Derecho Procesal en la Universidad del País Vasco.